# تدريع كهرطيسي

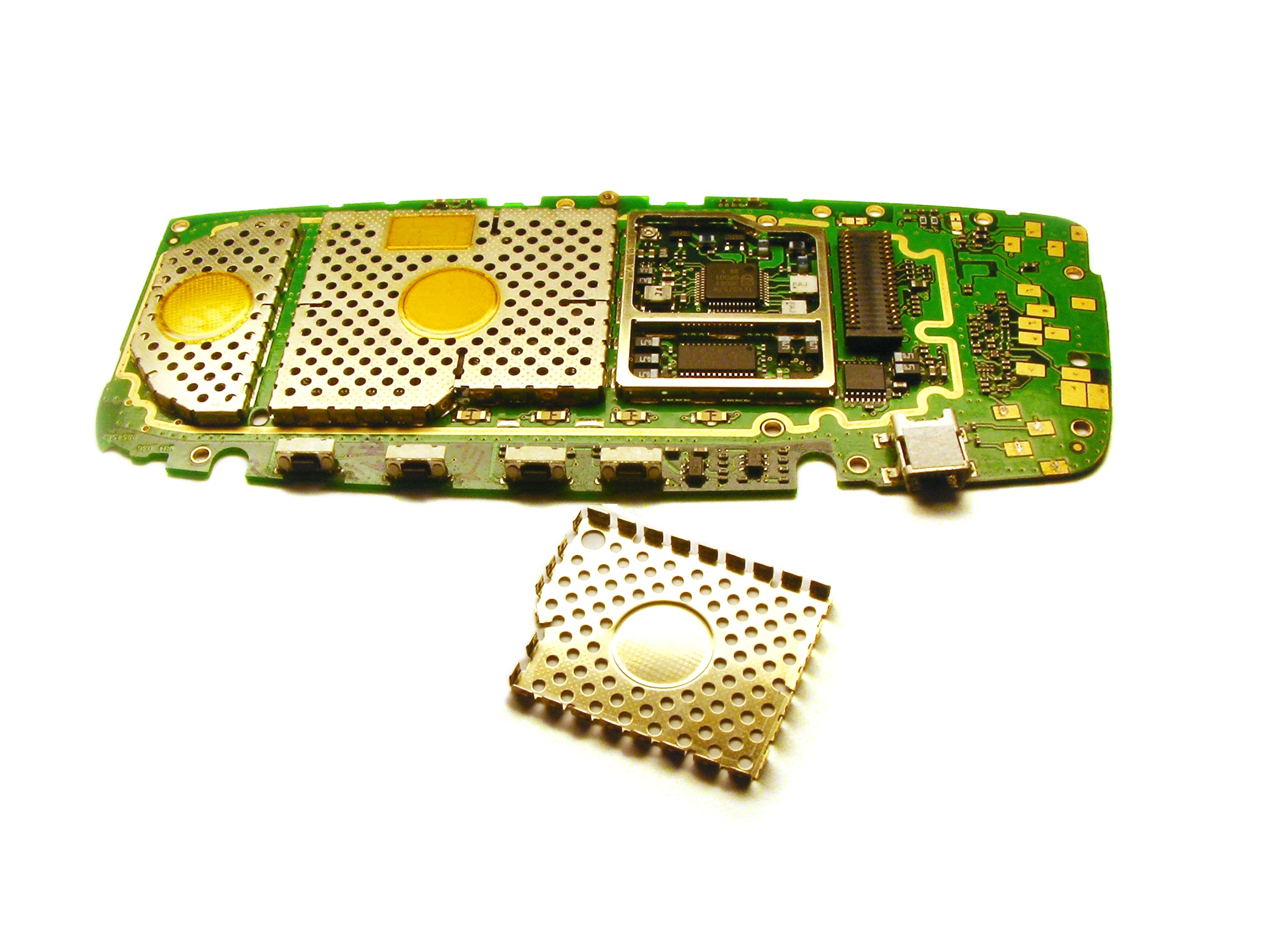

التدريع الكهرطيسي (بالإنجليزية: Electromagnetic shielding) هو عملية تقليص المجال الكهرطيسي في حيز ما عن طريق سد المجال الكهربائي بحواجز مصنوعة من مواد موصلة أو مغناطيسية. عادة ما يُطبّق التدريع لاحتواء وعزل العناصر الكهربائية عن محيطها، وعلى الكابلات لعزل الأسلاك عن البيئة المحيطة بالكابل. يعرف التدريع الكهرطيسي الذي يحجب الإشعاع الكهرطيسي للترددات الراديوية (آر إف) باسم حاجب الترددات الراديوية. يمكن أن يقلل التدريع من اقتران الموجات الراديوية، والحقول الكهرطيسية، والمجالات الكهروسكونية. تعرف الحاوية الموصلة المستخدمة لمنع الحقول الكهروسكونية أيضًا باسم قفص فاراداي. تعتمد كمية تقليص المجال الكهرطيسي إلى حد كبير على المادة المستخدمة، وسماكتها، وحجم التدريع، وتردد المجالات المتعلقة، وحجم الفتحات، وشكلها، واتجاهها في الدرع للمجال الكهرطيسي المطبق.

## المواد المستخدمة
تشمل المواد النموذجية المستخدمة في التدريع الكهرطيسي الصفائح المعدنية، والمناخل المعدنية، والرغوة المعدنية. يجب أن تكون أي ثقوب في الدرع أو الشبكة أصغر بكثير من الطول الموجي للإشعاع المحجوب، وإلا لن تصمد الحاوية.
هناك طريقة أخرى شائعة الاستخدام للتدريع خاصة مع العناصر الإلكترونية المغلفة بحاويات بلاستيكية، وهي تلبيس الجزء الداخلي من العلبة بحبر معدني أو أي مادة مماثلة. يتكون الحبر المعدني من مادة حاملة محملة بمعدن مناسب، عادةً من النحاس، أو الألومنيوم، أو البرونز، أو الزنك في شكل جسيمات صغيرة جدًا يتم رشها على العلبة، وتنتج بمجرد أن تجف طبقة موصلة مستمرة من المعدن، والتي يمكن توصيلها كهربائيًا بأرضي الهيكل المعدني للمعدة، وبالتالي توفير التدريع الفعال.
التدريع الكهرطيسي هو عملية لخفض المجال الكهرطيسي في منطقة ما عن طريق سدها بمادة موصلة أو مغناطيسية. يستخدم النحاس للترددات اللاسلكية أو الراديوية (آر إف) لأنه يمتص موجات الراديو والموجات الكهرطيسية الأخرى. تلبي حاويات الحجب النحاسية المصممة والمبنية بشكل صحيح معظم احتياجات الحجب من الترددات الراديوية، مثل معدات التصوير الطبقي المحوري، والتصوير بالرنين المغناطيسي في المستشفيات.

## أمثلة على التطبيقات
أحد الأمثلة على التدريع الكهرطيسي هو كابل مدرّع، يحتوي على التدريع الكهرطيسي على شكل شبكة سلكية تحيط بالموصل الداخلي. يمنع التدريع تسرب أي إشارة من الموصل المركزي أو إضافتها. تحتوي بعض الكابلات على شبكتين محوريتين منفصلتين، واحدة متصلة من كلا الطرفين، والأخرى من طرف واحد فقط، وذلك لتحقيق أقصى قدر من التدريع لكل من المجالات الكهرطيسية والكهروسكونية.
يحتوي باب فرن الميكروويف على شبكة مدمجة في النافذة الزجاجية. من منظور الموجات الصغروية أو المايكروويف (أطوال موجية تساوي 12 سم)؛ تشكل هذه الشبكة جنبًا إلى جنب مع هيكل الفرن قفص فاراداي. يمر الضوء المرئي بأطوال موجية تتراوح بين (400 – 700) نانومتر بسهولة عبر فتحات الشبكة. يُستخدم حاجب الترددات الراديوية أيضًا لمنع الوصول إلى البيانات المخزنة على رقائق تحديد الهوية بموجات الراديو المدمجة في الأجهزة المختلفة، مثل جوازات السفر الإلكترونية.
يخصِّص حلف شمال الأطلسي التدريع الكهرطيسي لأجهزة الحاسوب، ولوحة المفاتيح لمنع المراقبة السلبية لانبعاثات لوحة المفاتيح التي تسمح بالتقاط كلمات المرور، ولا تقدم لوحات مفاتيح المخصصة للمستهلكين هذه الحماية بسبب التكلفة الباهظة.
يُستخدم حاجب الترددات الراديوية أيضًا لحماية المعدات الطبية والمخبرية لتوفير الحماية ضد الإشارات المسببة للتداخل، بما في ذلك موجات (إيه أم)، وموجات (أف أم)، وموجات التلفاز، وخدمات الطوارئ، والبرقيات، وأجهزة المناداة، والراديو النقالي المعزز، ومحطات الإرسال، وأجهزة الحواسيب الشخصية، يمكن استخدامه أيضًا لحماية المعدات في مرافق البث التلفزيوني، وموجات (إيه أم)، وموجات (أف أم). مثال آخر على الاستخدام العملي للتدريع الكهرطيسي هو تطبيقات الحماية. مع تطور التكنولوجيا تتطور أيضًا إمكانية التعرض لأنواع مختلفة من التداخلات الكهرطيسية غير المرغوبة. فكرة تغطية الكابل داخل حاجز موصل مؤرض يمكن أن يوفر تخفيفًا لهذه المخاطر.

## كيف يعمل التدريع الكهرطيسي
يتكون الإشعاع الكهرطيسي من المجالات المغناطيسية والكهربائية. ينتج المجال الكهربائي قوى على حاملات الشحنة (مثل الإلكترونات) داخل الموصل، وعند تطبيق مجال كهربائي على سطح الموصل المثالي؛ فإنه يستحث تيارًا يؤدي إلى إزاحة الشحنة داخل الموصل والتي تلغي المجال المتولد داخلها، وعندها يتوقف التيار. وبالمثل، فإن التغير في المجالات المغناطيسية تولد التيارات الدوامية التي تعمل على إلغاء المجال المغناطيسي المطبق. (لا يستجيب الموصل للمجالات المغناطيسية الثابتة إلا إذا كان الموصل يتحرك بالنسبة للمجال المغناطيسي) والنتيجة هي أن الإشعاع الكهرطيسي ينعكس عن سطح الموصل: تبقى الحقول الداخلية في الداخل، وتبقى الحقول الخارجية في الخارج.
تعمل عدة عوامل على الحد من قدرة الحاجب الواقي من الموجات الراديوية، مثل المقاومة الكهربائية للموصل، فلا يُلغى المجال المستحث تمامًا المجال الواقع على الموصل. تُظهر معظم الموصلات أيضًا استجابة مغناطيسية للحقول المغناطيسية منخفضة التردد، إذ لا تُوهَّن هذه المجالات بالكامل بواسطة الموصل. أي فتحات في الدرع تجبر التيار على التدفق من حولها، بحيث لا تثير المجالات التي تمر عبر الثقوب مجالات كهرطيسية مضادة. كل هذه الآثار تقلل من قدرة الدرع العاكسة للمجالات الكهرطيسية.
تستغرق التضبيطات المذكورة أعلاه في حالة الإشعاع الكهرطيسي عالي التردد وقتًا لا يمكن إهماله، ومع ذلك، فإن أي طاقة إشعاعية من هذا النوع تمتصها قشرة الموصل (ما لم تنعكس أو إذا كانت رقيقة جدًا)، لذلك وفي هذه الحالة لا يوجد مجال كهرطيسي داخل الموصل. هذا هو أحد أكبر جوانب ظاهرة تسمى الظاهرة السطحية أو التأثير القشري للموصل. يسمى مقياس العمق الذي يمكن للإشعاع أن النفاذ عبر الدرع هو عمق القشرة.

## التدريع المغناطيسي
تتطلب المعدات في بعض الأحيان العزل عن المجالات المغناطيسية الخارجية. بالنسبة للمجالات المغناطيسية الثابتة أو المتغيرة ببطء (أقل من نحو 100 كيلو هيرتز)، فإن قفص فاراداي الموصوف أعلاه غير فعال. يمكن في هذه الحالات استخدام الدروع المصنوعة من سبائك معدنية عالية النفاذية المغناطيسية، مثل صفائح «برمالوي»، و«ميو ميتال»، أو بطبقات معدنية مغناطيسية مصنوعة من حبوب كريستالية نانوية. لا تمنع هذه المواد المجال المغناطيسي كما هو الحال مع التدريع الكهربائي، بل تقوم بسحب المجال موفرةً مسارًا لخطوط المجال المغناطيسي حول الحجم المدرع. وبالتالي فإن أفضل شكل للدروع المغناطيسية هو حاوية مغلقة تحيط بالحجم المدرع. تعتمد فعالية هذا النوع من التدريع على نفاذية المادة، والتي تنخفض عمومًا عند كل من المجال المغناطيسي المنخفض جدًا، وعند المجال المغناطيسي العالي حيث تصبح المادة مشبعة. من أجل الوصول للمجالات المتبقية أو المتخلفة المنخفضة؛ فغالبًا ما تتألف الدروع المغناطيسية من عدة حاويات داخل بعضها، كل واحدة منها تقلل من الحقل بداخلها.
بسبب القيود المذكورة أعلاه في التدريع السلبي، فإن البديل المستخدم في المجالات الثابتة أو منخفضة التردد هو التدريع النشط، باستخدام مجال أُنشئ بواسطة مغناطيس كهربائي لإلغاء الحقل المحيط داخل العنصر الحجمي. يمكن استخدام أنواع من الملفات لهذا الغرض. مثل الملف الكهربائي، وملف هيلمولز. بالإضافة إلى ذلك، يمكن للمواد فائقة التوصيل أن تطرد المجالات المغناطيسية عبر تأثير ميسنر.

## النموذج الرياضي
لنفترض أن لدينا غلافًا كرويًا لمادة ديامغنيطية خطية ومتماثلة الخواص (مادة ذات مغنطة مغايرة) ذات نفاذية نسبية #رمز# بنصف قطر داخلي (a)، ونصف قطر خارجي (b). ثم نضع هذا الجسم في مجال مغناطيسي ثابت:
{\displaystyle {\vec {H}}_{0}=H_{0}{\hat {z}}=H_{0}\cos \theta {\hat {r}}-H_{0}\sin \theta {\hat {\theta }}}
نظرًا لعدم وجود تيارات في هذه المسألة باستثناء التيارات المُقَيَّدَة الممكنة على حدود المادة المغناطيسية؛ فيمكننا تعريف جهد قياسي مغناطيسي يُحقق معادلة لابلاس:
{\displaystyle {\begin{aligned}{\vec {H}}&=-\nabla \Phi _{M}\\\nabla ^{2}\Phi _{M}&=0\end{aligned}}}
حيث:
{\displaystyle {\vec {B}}=\mu _{\text{r}}{\vec {H}}}
يوجد في هذه المسألة بالذات تناظر سمتي، لذلك يمكننا استخدام حل معادلة لابلاس في الإحداثيات الكروية :
{\displaystyle \Phi _{M}=\sum _{l=0}^{\infty }\left(A_{l}r^{l}+{\frac {B_{l}}{r^{l+1}}}\right)P_{l}(\cos \theta )}
وبعد مطابقة شروط الحدود:
{\displaystyle {\begin{aligned}\left({\vec {H}}_{2}-{\vec {H}}_{1}\right)\times {\hat {n}}&=0\\\left({\vec {B}}_{2}-{\vec {B}}_{1}\right)\cdot {\hat {n}}&=0\end{aligned}}}
حيث {\displaystyle {\hat {n}}} كمية متجهة عمودية على السطح تتجه من الجانب 1 إلى الجانب 2، ثم نجد أن المجال المغناطيسي داخل التجويف في الغلاف الكروي هو:
{\displaystyle {\vec {H}}_{\text{in}}=\eta {\vec {H}}_{0}}
حيث {\displaystyle \eta } هو معامل توهين يعتمد على سمك المادة ديامغنيطية و النفاذية المغناطيسية للمادة:
{\displaystyle \eta ={\frac {9\mu _{\text{r}}}{(2\mu _{\text{r}}+1)(\mu _{\text{r}}+2)-2\left({\frac {a}{b}}\right)^{3}(\mu _{\text{r}}-1)^{2}}}}
يصف هذا المعامل فعالية هذه المادة في تدريع التجويف المحيط ضد المجال المغناطيسي الخارجي. لاحظ أن هذا المعامل يقترب من 1 (في حالة عدم التدريع) في النهاية عندما تقترب {\displaystyle \mu _{\text{r}}\rightarrow 1}، ويقترب من 0 (في حالة التدريع الكامل) في النهاية عندما تقترب {\displaystyle \mu _{\text{r}}\rightarrow \infty }، ثم يأخذ معامل التوهين الشكل الأكثر بساطة:
{\displaystyle \eta ={\frac {9}{2}}{\frac {1}{\left(1-{\frac {a^{3}}{b^{3}}}\right)\mu _{\text{r}}}}}
مما يدل على انخفاض المجال المغناطيسي {\displaystyle \mu _{\text{r}}^{-1}}.